# Stade Rabah-Bitat
Pour les articles homonymes, voir Bouira (homonymie).
Le stade Rabah-Bitat (en arabe : ملعب رابح بيطاط) ou stade olympique de Bouira (en arabe : الملعب الأولمبي البويرة) est un stade de football inauguré en 2004, situé dans la ville de Bouira en Algérie.

## Nom

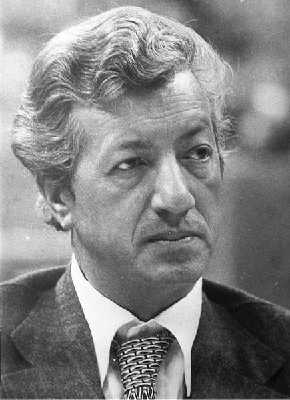
Rabah Bitat

Le stade olympique de Bouira a été baptisé en hommage à Rabah Bitat, homme politique et militant nationaliste algérien. Rabah Bitat était le chef de la wilaya IV historique durant la Guerre d'Algérie de 1954 à 1955.

## Description
Le stade Rabah-Bitat est le lieu de domiciliation du Mouloudia Baladiat Bouira (MBB) et du Mouloudia Club de Bouira (MCB). Le stade est doté d'un gazon naturel et d'une capacité d'accueil de 20 000 places.

## Extension
Le stade Rabah-Bitat avait bénéficié dès 2011 d’une opération d’extension des tribunes par la réalisation de 5 000 places supplémentaires. D'une capacité globale initiale de 15 000 places, l'infrastructure sportive a été renforcée par la réalisation de 5 000 autres places pour atteindre les 20 000 places. Les travaux ont été confiés en premier lieu à une entreprise tunisienne, puis repris par des Algériens. Les travaux de pose de la toiture de la tribune officielle de ce stade ont été lancés en 2011. Ces travaux ont été achevés en 2015. Les travaux ont accusé des retards importants en raison des réserves émises à chaque fois par le bureau d’études retenu pour le suivi de ce projet. Ce projet a coûté 100 millions de dinars algériens avant que le chantier soit terminé et l'infrastructure livrée dans les délais impartis,.